# Bahnhof Varese
Der Bahnhof Varese (italienisch: Stazione di Varese) ist der Staatsbahnhof der norditalienischen Stadt Varese. Er wird von der Rete Ferroviaria Italiana (RFI), einer Organisationseinheit der Ferrovie dello Stato, betrieben. Von 2001 bis 2018 lag die Vermarktung und Vermietung der Ladenflächen in Hand der Gesellschaft Centostazioni.
Der Bahnhof ist Ausgangspunkt der Bahnstrecken Gallarate–Varese und Varese–Porto Ceresio. Diese Strecken werden von RFI betrieben.

## Lage
Der Bahnhof befindet sich östlich des Stadtzentrums und verfügt insgesamt über fünf Bahnsteiggleise. Das Empfangsgebäude ist ein Typenbau der SFAI, der auch in anderen lombardischen Bahnhöfen aus der gleichen Zeit (Lecco, Lodi, Mantua und Pavia) gebaut wurde.
Der Bahnhof liegt einige Meter südlich des Bahnhofs Varese Nord, der der regionalen Bahngesellschaft Ferrovienord gehört.

## Geschichte
Der Bahnhof wurde 1865 als Endpunkt der Bahnstrecke Gallarate–Varese gebaut. 1894 wurde die Bahnstrecke Varese–Porto Ceresio eröffnet.

## Verkehr
| Linie | Verlauf |
| ----- | --- |
|       | Varese – Gazzada-Schianno-Morazzone – Castronno – Albizzate-Solbiate Arno – Cavaria-Oggiona-Jerago – Gallarate – Busto Arsizio – Legnano – Canegrate – Vanzago-Pogliano – Rho – Rho Fiera – Milano Certosa – Milano Villapizzone – Milano Lancetti – Milano Porta Garibaldi – Milano Repubblica – Milano Porta Venezia – Milano Dateo – Milano Porta Vittoria – Milano Forlanini – Segrate – Pioltello-Limito – Vignate – Melzo – Pozzuolo Martesana – Trecella – Cassano d’Adda – Treviglio |
| S 40  | Varese – Stabio – Mendrisio – Chiasso – Como San Giovanni |
| S 50  | Bellinzona – Giubiasco – (Ceneri-Basistunnel –) Lugano – Lugano – Mendrisio – Stabio – Varese – Gallarate – Busto Arsizio – Malpensa |
| RE 5  | Varese – Gallarate – Busto Arsizio – Legnano – Rho Fiera – Milano Porta Garibaldi |
| R 29  | Porto Ceresio – Bisuschio-Viggiù – Arcisate – Induno Olona – Varese |